# 三戸寿 (海軍軍人)
三戸 寿（みと ひさし、旧字体：三戶壽、1891年11月9日 - 1967年5月17日）は、日本の海軍軍人。最終階級は海軍中将、海軍省廃止時の海軍次官。潜水艦の権威者であった。

## 経歴
現在の広島県広島市出身。村長・三戸恭平の長男として生れる。1912年旧制修道中学校（現：修道中学校・高等学校）を卒業。1914年12月、海軍兵学校（42期）卒業。1921年11月、海軍水雷学校高等科卒業（海軍大尉）。1924年、呂27潜水艦長。1927年、海軍大学校（甲種25期、海軍少佐）卒業。
呂67潜水艦長、伊51潜水艦長、連合艦隊参謀などを経て、1931年海軍中佐。第7潜水隊司令などを歴任し、1936年海軍大佐。1940年「香取」艦長。1941年第六艦隊参謀長に転じて太平洋戦争開戦を迎える。1942年第一潜水戦隊司令官・海軍少将。1943年に海軍省人事局長。1945年5月に第四特攻戦隊司令官となり、終戦を迎える。
同年11月1日にいわゆる「ポツダム昇進」によって海軍中将に昇進。11月20日に海軍次官に就任して、11月30日の同省廃止に伴う予備役編入まで勤めた。12月1日以後は第二復員省次官を同庁が廃止される1946年6月15日まで務めた。
1947年11月、公職追放の仮指定を受けた。
戦時中の日本海軍潜水艦による商船撃沈時に捕虜となった乗務員が殺害された戦争犯罪に関して、昭和18年3月20日付の第一潜水戦隊命令において乗務員の「徹底的撃滅」を指示していたことから戦犯裁判にかけられた。三戸は命令書は偽造されたものだと主張したが、1948年12月に禁固8年の判決を受けた。1955年2月に釈放された。